# Siegfried Jäger
Siegfried Jäger (* 17. April 1937 in Duisburg; † 16. August 2020) war ein deutscher Sprachwissenschaftler. Von 1972 bis 2002 war er ordentlicher Professor an der Gerhard-Mercator-Universität-GH-Duisburg. Er war ab 1987 Leiter des von ihm gegründeten Duisburger Instituts für Sprach- und Sozialforschung (DISS) und forschte diskursanalytisch zu Rassismus und Rechtsextremismus.

## Leben
Jäger wurde 1937 als Sohn eines Ingenieurs und dessen Frau geboren. Er besuchte Schulen in Waldmannshof im Kreis Mergentheim (ab 1943) und Duisburg (ab 1946). Nach der Reifeprüfung 1956 am Mercator-Gymnasium studierte er ab dem Sommersemester 1957 Germanistik, Anglistik und Theologie an der Rheinischen Friedrich-Wilhelms-Universität Bonn. Er beendete das Studium 1963 mit dem 1. Staatsexamen in Germanistik und Anglistik. 1958/59 studierte er für zwei Trimester an der University of Exeter in England.
Von 1963 bis 1965 war er wissenschaftlicher Mitarbeiter an der Universität Bonn. Danach war Jäger von 1965 bis 1971 wissenschaftlicher Mitarbeiter des Instituts für Deutsche Sprache (IDS) in Mannheim. 1967 wurde Jäger bei Hugo Moser an der Philosophischen Fakultät der Universität Bonn mit der Dissertation Studien zur Komposition der Crescentia der Kaiserchronik, des Vorauer und des Strassburger Alexander und des Herzog Ernst B. zum Dr. phil. promoviert.
1971/72 war er Wissenschaftlicher Rat und Professor für germanistische Sprachwissenschaft an der Pädagogischen Hochschule (PH) Dortmund. 1972 wurde Jäger ordentlicher Professor (C 4) für Germanistik mit dem Schwerpunkt Sprachwissenschaft/Diskursanalyse am Fachbereich 3 der Gerhard-Mercator-Universität-GH-Duisburg. Forschungsaufträge erhielt er u. a. von der Deutschen Forschungsgemeinschaft, vom MAGS/MASSKS NRW und vom Kultusministerium NRW. 1997 war er Gastprofessor an der Universität Klagenfurt. Er wurde im Jahr 2002 emeritiert. Zu seinen akademischen Schülern gehören u. a. Jobst Paul und Frank Wichert.
1987 war Jäger Gründer und seitdem Leiter des Duisburger Instituts für Sprach- und Sozialforschung (DISS). Sein Forschungsschwerpunkt ist die Kritische Diskursanalyse, zu der er ein paradigmatisches Einführungswerk verfasst hat. Vortragsreisen führten ihn um die ganze Welt, zahlreiche Projektwochen, aber auch Kolloquien wurden zu Rechtsextremismus und Rassismus durchgeführt. Als Sachverständiger fungierte Jäger für den Innenausschuss des Deutschen Bundestages („Politisch motivierte Gewalt“ 1993), den Hauptausschuss des Landtags Nordrhein-Westfalen („Rassismus und Rechtsextremismus“ 1993) und für das Rundgespräch des Bundesministeriums für Bildung und Forschung („Jugend und Gewalt“ 1994). Gemeinsam mit Teun van Dijk, Laura Balbo und Nora Räthzel begründete er 1991 die International Association for the Study of Racism (IASR), deren Vorstand er angehörte.
Von 1978 bis 1983 war er als Gutachter für die Deutsche Forschungsgemeinschaft (DFG) im Bereich Lehr- und Lernforschung tätig. Überdies war er Gutachter der deutsch-jüdische Gesellschaft (1992), des Schweizerischen Nationalfonds zur Förderung der wissenschaftlichen Forschung (2002/03) und des Nationalfonds der Republik Österreich für Opfer des Nationalsozialismus (2002, 2004). Für RWE gestaltete er 1993/94 zahlreiche Workshops zu Rechtsextremismus und Rassismus. Von 2000 bis 2004 war er Mitglied des wissenschaftlichen Beirats des Bündnisses für Demokratie und Toleranz (BfDT).
Jäger gehörte von 1969 bis 1971 der Redaktion der Zeitschrift Muttersprache. Vierteljahresschrift für deutsche Sprache und von 1971 bis 1985 der Teilredaktion Linguistische Berichte an. Er war Mitherausgeber der Zeitschriften Discourse & Society (heute Mitglied im Advisory Editorial Board) und Journal of Multicultural Discourses.
Er war mit der Sprachwissenschaftlerin und Autorin Margret Jäger verheiratet, mit der er auch gemeinsame Publikationen verfasste.

## Schriften (Auswahl)
(ohne DISS-Publikationen)
- mit Joseph Huber, Peter Schätzle: Sprache, Sprecher, sprechen. Probleme im Bereich soziolinguistische Theorie und Empirie (= Forschungsberichte des Instituts für Deutsche Sprache. Bd. 8). Narr, Tübingen 1972, ISBN 3-87808-608-3.
- (Hrsg.): Linguistik und Statistik (= Schriften zur Linguistik. Bd. 6). Vieweg, Braunschweig 1972, ISBN 3-528-03705-9.
- mit Veronika Fischer, Raimund Küchler: Vom Nutzen der Soziolinguistik (= Monographien. Bd. 35). Scriptor-Verlag, Kronberg/Taunus 1977, ISBN 3-589-20610-1.
- Sprache-Praxis des Bewußtseins. Zur systematischen Erfassung von Rede (= Monographien. Bd. 36). Scriptor-Verlag, Kronberg 1977, ISBN 3-589-20611-X.
- mit Veronika Fischer, Werner Müller (Hrsg.): Warum weint die Giraffe? (= Monographien. Bd. 37). Scriptor-Verlag, Kronberg 1978, ISBN 3-589-20612-8.
- (Hrsg.): Rechtsdruck. Die Presse der Neuen Rechten (= Dietz-Taschenbuch. Bd. 24). Verlag J.H.W Dietz Nachf., Berlin u. a. 1988, ISBN 3-8012-3024-4.
- mit Christoph Butterwegge: Rassismus in Europa. 2. Auflage, Bund-Verlag, Köln 1993, ISBN 3-7663-2467-5.
- mit Christoph Butterwegge (Hrsg.): Europa gegen den Rest der Welt?. Flüchtlingsbewegungen, Einwanderung, Asylpolitik. Bund-Verlag, Köln 1993, ISBN 3-7663-2423-3.
- mit Margarete Jäger: Gefährliche Erbschaften. Die schleichende Restauration rechten Denkens (= Aufbau-Taschenbücher. 7019). Aufbau-Taschenbuch-Verlag, Berlin 1999, ISBN 3-7466-7019-5.
- mit Margarete Jäger: Medienbild Israel. Zwischen Solidarität und Antisemitismus (= Medien. Bd. 3). Lit, Münster u. a. 203, ISBN 3-8258-6446-4.
- mit Martin Dietzsch, Helmut Kellershohn, Alfred Schobert: Nation statt Demokratie: Sein und Design der „Jungen Freiheit“ (= Edition DISS. Bd. 4). 2. unveränderte Auflage, Unrast, Münster 2004, ISBN 3-89771-733-6.
- mit Alfred Schobert (Hrsg.): Mythos Identität. Fiktion mit Folgen (= Edition DISS. Bd. 6). Unrast, Münster 2004. ISBN 3-89771-735-2.
- mit Franz Januschek (Hrsg.): Gefühlte Geschichte und Kämpfe um Identität (= Edition DISS. Bd. 1). Unrast, Münster 2004, ISBN 3-89771-730-1.
- mit Margarete Jäger: Deutungskämpfe. Theorie und Praxis kritischer Diskursanalyse (= Medien – Kultur – Kommunikation). VS Verlag für Sozialwissenschaften, Wiesbaden 2007, ISBN 978-3-531-15072-7.
- mit Dirk Halm (Hrsg.): Mediale Barrieren. Rassismus als Integrationshindernis (= Edition DISS. Bd. 13). Unrast, Münster 2007, ISBN 978-3-89771-742-8.
- (Hrsg.): Wie kritisch ist die kritische Diskursanalyse?. Ansätze zu einer Wende kritischer Wissenschaft (= Edition DISS. Bd. 20). Unrast, Münster 2008, ISBN 978-3-89771-749-7.
- mit Michael Brocke, Margarete Jäger, Jobst Paul, Iris Tonks: Visionen der gerechten Gesellschaft. Der Diskurs der deutsch-jüdischen Publizistik im 19. Jahrhundert. Böhlau, Köln u. a. 2009, ISBN 978-3-412-20315-3.
- mit Jens Zimmermann (Hrsg.): Lexikon kritische Diskursanalyse. Eine Werkzeugkiste (= Edition DISS. Bd. 26). Unrast, Münster 2010, ISBN 978-3-89771-755-8.
- mit Rolf van Raden (Hrsg.): Im Griff der Medien. Krisenproduktion und Subjektivierungseffekte (= Edition DISS. Bd. 29). Unrast, Münster 2011, ISBN 978-3-89771-758-9.
- Kritische Diskursanalyse. Eine Einführung (= Edition DISS. Bd. 3). 7. vollständig überarbeitete Auflage, Unrast, Münster 2015, ISBN 978-3-89771-761-9.